# Sof'ja Perovskaja (film)
Sof'ja Perovskaja (Софья Перовская) è un film del 1967 diretto da Leo Arnštam.